# IC 4316
IC 4316 — галактика типу IBm/P () у сузір'ї Гідра.
Цей об'єкт міститься в оригінальній редакції індексного каталогу.